# Holtville
Holtville és una població dels Estats Units a l'estat de Califòrnia. Segons el cens del 2000 tenia 5.612 habitants.

## Demografia
Segons el cens del 2000, Holtville tenia 5.612 habitants, 1.564 habitatges, i 1.340 famílies. La densitat de població era de 1.900,7 habitants/km².
Dels 1.564 habitatges en un 52,1% hi vivien nens de menys de 18 anys, en un 64,9% hi vivien parelles casades, en un 16,5% dones solteres, i en un 14,3% no eren unitats familiars. En el 12,3% dels habitatges hi vivien persones soles el 5,8% de les quals corresponia a persones de 65 anys o més que vivien soles. El nombre mitjà de persones vivint en cada habitatge era de 3,51 i el nombre mitjà de persones que vivien en cada família era de 3,8.
Per edats la població es repartia de la següent manera: un 35,2% tenia menys de 18 anys, un 8,9% entre 18 i 24, un 26,5% entre 25 i 44, un 18,3% de 45 a 60 i un 11,1% 65 anys o més.
L'edat mitjana era de 30 anys. Per cada 100 dones de 18 o més anys hi havia 89,4 homes.
La renda mitjana per habitatge era de 36.318 $ i la renda mitjana per família de 39.347 $. Els homes tenien una renda mitjana de 31.328 $ mentre que les dones 26.477 $. La renda per capita de la població era de 12.505 $. Entorn del 15,7% de les famílies i el 18,2% de la població estaven per davall del llindar de pobresa.

## Poblacions més properes
El següent diagrama mostra les poblacions més properes.